# نادي آسيريسكا
اتحاد آسيريسكا، (بالسويدية: Assyriska Föreningen، (بالسريانية: ܚܘܝܕܐ ܐܬܘܪܝܐ, رومنة: حويوذو أوثورويو)) ويعني حرفيا «اتحاد آشور». هو نادي سويدي لكرة القدم أنشيء سنة 1974 في مدينة سودرتاليا من قبل مهاجرين ونازحين آشوريين/سريان. يلعب الفريق حاليا في دوري الدرجة الأولى السويدي غير أنه سبق له أن لعب في الدوري الممتاز ويعتبر أهم إنجاز له وصوله لنهائي كأس السويد سنة 2003 حيث خسر حينها أمام فريق إلفسبورغ.
غالبا ما ينظر لهذا الفريق على أنه الفريق الوطني غير الرسمي للآشوريين. ويعتبر فريق سريانسكا المتركز بنفس المدينة المنافس الرئيسي له حيث تعتبر المباريات بينهما دربي مدينة سودرتاليا.